# Frozen Lake (Kanada/USA)
Frozen Lake är en sjö på gränsen mellan British Columbia i Kanada och Montana i USA.  Frozen Lake ligger 1 497 meter över havet.
I omgivningarna runt Frozen Lake växer i huvudsak barrskog. Trakten runt Frozen Lake är nära nog obefolkad, med mindre än två invånare per kvadratkilometer.